# Jean Montigny
Pour les articles homonymes, voir Montigny.
Jean Auguste Montigny (Guéret (Creuse), 19 avril 1892 – Paris, 17 octobre 1970), est un homme politique français, député de la Sarthe dans l'entre-deux-guerres. 
Collaborateur, disciple et ami de Joseph Caillaux, il défend comme lui avec la quasi-totalité des élus de gauche des positions pacifistes. Il quitte le Parti radical-socialiste en 1931 et évolue vers la droite. Il tente d'empêcher la déclaration de guerre à l'Allemagne et vote les pleins pouvoirs au maréchal Pétain après la défaite en 1940. Il exerce brièvement les fonctions de directeur de la censure du régime de Vichy et préside de 1951 à 1957 l'Union des intellectuels indépendants qui est en partie à l'origine des lois d'amnistie votées en 1951 et 1953.

## Biographie
Jean Montigny est le fils de Maurice Montigny et de Mathilde Pabot du Chatelard.
Jean Montigny est avocat au Mans et effectue son service militaire lorsqu'il devient en 1913 docteur en droit de la faculté de droit de Paris. Son père est alors préfet de la Sarthe de juin 1909 à mars 1914. 
Mobilisé durant la Première Guerre mondiale, il termine la guerre avec le grade de sous-lieutenant et reçoit la croix de guerre avec cinq citations et la croix de la Légion d'honneur.
Secrétaire de la Conférence du stage (promotion 1921-
1922),, il est inscrit au barreau de Paris de 1919 à 1962.
Il milite au parti radical-socialiste, devient le secrétaire général de la fédération de ce parti dans la Sarthe où il est conseiller général à partir de 1919. Il se fait remarquer par son éloquence dans les congrès du parti et est un proche de Joseph Caillaux.
Après un échec en 1919, il est élu député de la Sarthe en 1924, à 32 ans, dans le contexte du cartel des gauches, sur une liste qu'il mène, comprenant deux autres radicaux-socialistes (Almire Breteau et Georges Dalmagne), un socialiste indépendant (Julien Laine) et deux socialistes SFIO (Olivier Heuzé et Henri Eugène Barbin), également élus. Une fois élu, il publie un article dans Paris-Soir célébrant le mérite d'Édouard Herriot et souhaitant « ardemment un partage loyal du pouvoir » avec les socialistes. Il devient dès 1924 secrétaire général du puissant groupe radical-socialiste de la Chambre,,. Il est réélu au scrutin uninominal en 1928, 1932 et 1936. Il intervient particulièrement dans le domaine agricole et pour réclamer la mise en place de lois sociales. C'est un pacifiste de gauche dans les années 1920. Il fait partie des Jeunes Turcs du parti radical.
Il quitte le parti radical-socialiste en février 1931 et évolue vers la droite,. Il aurait souhaité que les radicaux-socialistes participent au gouvernement dirigé par Pierre Laval. Il reste proche de Joseph Caillaux.
Il a été également délégué à la Société des Nations (SDN). 
En 1936, avec son groupe des radicaux indépendants, il vote contre l'investiture du Gouvernement du Front populaire.
Aux côtés de Pierre-Étienne Flandin et de Georges Bonnet, il tente de s'opposer à ceux qu'il accuse de vouloir la guerre comme Georges Mandel et Paul Reynaud. Il demeure un fervent pacifiste,. Il publie en septembre 1938, avant les accords de Munich qu'il applaudit, une brochure pacifiste intitulée La France devra-t-elle faire la guerre pour la Tchécoslovaquie ?, refusant toute guerre préventive, tout conflit qui « assurerait soit le triomphe du communisme, soit la sauvegarde d'intérêts autres que les siens, soit une revanche raciale ». Il mène ensuite en 1938-1939 une campagne pour la dissolution du Parti communiste
, participant à un congrès de l'Union républicaine populaire de Philippe Henriot et s'associant à la campagne similaire de Georges Loustaunau-Lacau. Il prend part en décembre 1938 au déjeuner donné à Paris par le Comité France-Allemagne en l'honneur de Joachim von Ribbentrop. Sa campagne anticommuniste et pacifiste s'accompagne de propos xénophobes teintés d'un certain antisémitisme. Il attaque Léon Blum et le « parti de la guerre ». Il développe ces thèses dans sa brochure France libère-toi ! (1939). Il est alors membre depuis peu de l'Alliance démocratique,. 
Le 10 juillet 1940, il fait partie des 17 parlementaires qui s'associent à Pierre Laval pour réclamer un ordre nouveau et la collaboration avec l'Allemagne.
Il vote avec la majorité du Parlement la délégation de pleins pouvoirs au dernier président du Conseil de la Troisième République Philippe Pétain le 10 juillet 1940 pour lui permettre de traiter avec l'occupant. Dans les premiers temps du régime de Vichy, de juillet à décembre 1940, en tant que chargé de mission auprès de Pierre Laval, il assure la direction du service de la presse et de l'information, c'est-à-dire de la censure, assumant officieusement les fonctions de Secrétaire général à l'information,. Il est désigné en janvier 1941 membre du Conseil national. Il préside en avril 1941 une conférence parisienne d'un Allemand, le baron Werner von Rheinbaben (en), ancien délégué allemand à la SDN, qu'il connaît depuis 1929. La conférence se tient sous les auspices du Groupe Collaboration,. Il démissionne du Conseil national le 28 septembre 1942.
Dès novembre 1940, dans son ouvrage Toute la vérité sur un mois dramatique de notre Histoire, ce pacifiste décrit de l'intérieur les oppositions entre les tenants du départ du gouvernement de la métropole, pour l'Afrique du Nord (il parle de la ligne Reynaud, Mandel et Churchill en référence à la volonté de continuer le combat sous la forme d'une Union franco-britannique avec nationalité commune, proposition qui assimile selon lui la France à un véritable dominion) et ceux de son maintien en France, convaincus de la nécessité d'un armistice (ligne Pétain, Laval et Weygand).
Après la guerre, il est inéligible. Il est jugé par la Chambre civique de la Seine pour son soutien au régime de Vichy, qui l'acquitte en 1949 car il a réussi à convaincre qu'il a sauvé des Juifs et qu'il a indiqué des terrains de parachutage. On le retrouve à l'Association des représentants du peuple de la IIIe République, qui regroupe les anciens élus désormais inéligibles depuis la Libération,, aux conférences hebdomadaires des Écrits de Paris, en 1951 au congrès de l'Union des républicains d'action sociale, aux Indépendants de Paris. Il est élu en 1951 président de l'Union des intellectuels indépendants, fondée l'année précédente et qu'il préside jusqu'en 1957. Il participe à des réunions du Front des forces françaises, favorable à l'amnistie des épurés.
Il se présente aux législatives de janvier 1956, dans le 1er secteur de la Seine, avec l'étiquette du Rassemblement national français de Jean-Louis Tixier-Vignancour,. Il est battu par Jean-Marie Le Pen, candidat de l'Union et fraternité française dirigée par Pierre Poujade.
Hostile à la décolonisation de l'empire français, il contribue en 1956 à la fondation d'un éphémère Comité Défense de la France, avec le général Jean Touzet du Vigier, Pierre Baruzy, Jean Ebstein-Langevin, Pierre Juhel notamment. 
Il travaille ensuite à la publication d'un livre : Le Complot contre la paix, 1935-1939, paru en 1966, dans laquelle il décrit à nouveau les jeux d'acteurs des partisans français de la guerre et de la paix jusqu'à la déclaration de guerre à l'Allemagne. 
Il préside l'Union pour la défense de la justice et de la liberté, nouveau nom en 1967 de l'association Justice et Liberté, fondée au lendemain de la Libération par des anciens élus.

## Mandats électoraux
Député
- 11 mai 1924 - 31 mai 1928 : député de la Sarthe (groupe « Radical et radical-socialiste »)
- 29 avril 1928 - 31 mai 1932 : député de la Sarthe (groupe « Républicain, radical et radical-socialiste »)
- 1er mai 1932 - 31 mai 1936 : député de la Sarthe (groupe « Indépendants de gauche »)
- 26 avril 1936 - 31 mai 1942[42] : député de la Sarthe (groupe « Gauche démocratique et radicale indépendante »)

Maire
- 19?? - 1944 (destitué le 18 novembre)[9] : maire de Chantenay (Sarthe)[43]

## Décorations
- Officier de la Légion d'honneur (25 décembre 1935)[2]
- Croix de guerre 1914-1918 (5 citations)[2]
- Insigne des blessés militaires (1 blessure de guerre le 22 août 1914 à Virton par éclat d'obus)[2]
- Ordre de la Francisque[44]

## Publications
Source : Catalogue de la BNF
- Jean Montigny (préf. Joseph Caillaux), La République réaliste, Paris, Éditions de La Renaissance, http://www.worldcat.org/title/republique-realiste/oclc/22698576/editions?referer=di&editionsview=true vers 1927, 254 p.
- Jean Montigny et Jacques Kaiser (préf. Édouard Daladier), Le Drame financier, les responsables, Paris, A. Delpeuch, 1928, 68 p.
- Jean Montigny, Le Problème franco-allemand, Paris, André Delpeuch, 1928, 64 p.Édité par le Parti républicain, radical et radical-socialiste

- Jean Montigny, France, libère-toi, Le Mans, Impr. de la Sarthe, 1939, 39 p.En annexe : le texte des obligations internationales contractées par la France depuis les traités de paix
- Jean Montigny, De l'armistice à l'Assemblée nationale, 15 juin-15 juillet 1940 – Toute la vérité sur un mois dramatique de notre Histoire, Clermont-Ferrand, Éditions Mont-Louis, 1940, 159 p. (Lire le début en ligne)
- Jean Montigny, Heures tragiques de 1940 – La Défaite, Paris, Grasset, 1941, 271 p. (Lire en ligne le début)
- Baron Werner von Rheinbaben (préf. Jean Montigny), Vers une Nouvelle Europe, Paris, Groupe Collaboration, 1941, 40 p.
- Claude Hisard (préf. Jean Montigny), Histoire de la spoliation de la presse française, Paris, Éditions de La Renaissance, 1955, 496 p.
- Jean Montigny, Le Complot contre la paix, 1935-1939, Paris, La Table ronde, 1966, 355 p.

## Sources
- « Jean Montigny », dans le Dictionnaire des parlementaires français (1889-1940), sous la direction de Jean Jolly, PUF, 1960 [détail de l’édition]